# Équipe de Grande-Bretagne féminine de hockey sur gazon
L'équipe de Grande-Bretagne de hockey sur gazon féminin est l'équipe représentative de l'Angleterre, de l'Écosse, de l'Irlande du Nord, et du pays de Galles. L'équipe ne joue que les matchs amicaux et les Jeux olympiques.

## Palmarès
Jeux olympiques
- 1992 :  3e
- 1996 : 4e
- 2000 : 8e
- 2004 : non disputé
- 2008 : 6e
- 2012 :  3e
- 2016 :  1er
- 2020 :  3e
- 2024 : 8e

## Joueuses
La liste des joueuses britanniques appelées en équipe nationale pour les Jeux olympiques d'été de 2012 est la suivante  :
Sélectionneur : Danny Kerry
| - Beth Storry (gardienne de but) - Emily Maguire - Laura Unsworth - Crista Cullen - Hannah Macleod - Anne Panter - Helen Richardson-Walsh - Kate Richardson-Walsh (capitaine) | - Chloe Rogers - Laura Bartlett - Alex Danson - Georgie Twigg - Ashleigh Ball - Sally Walton - Nicola White - Sarah Thomas |